# Bergrennen Rossfeld 1964

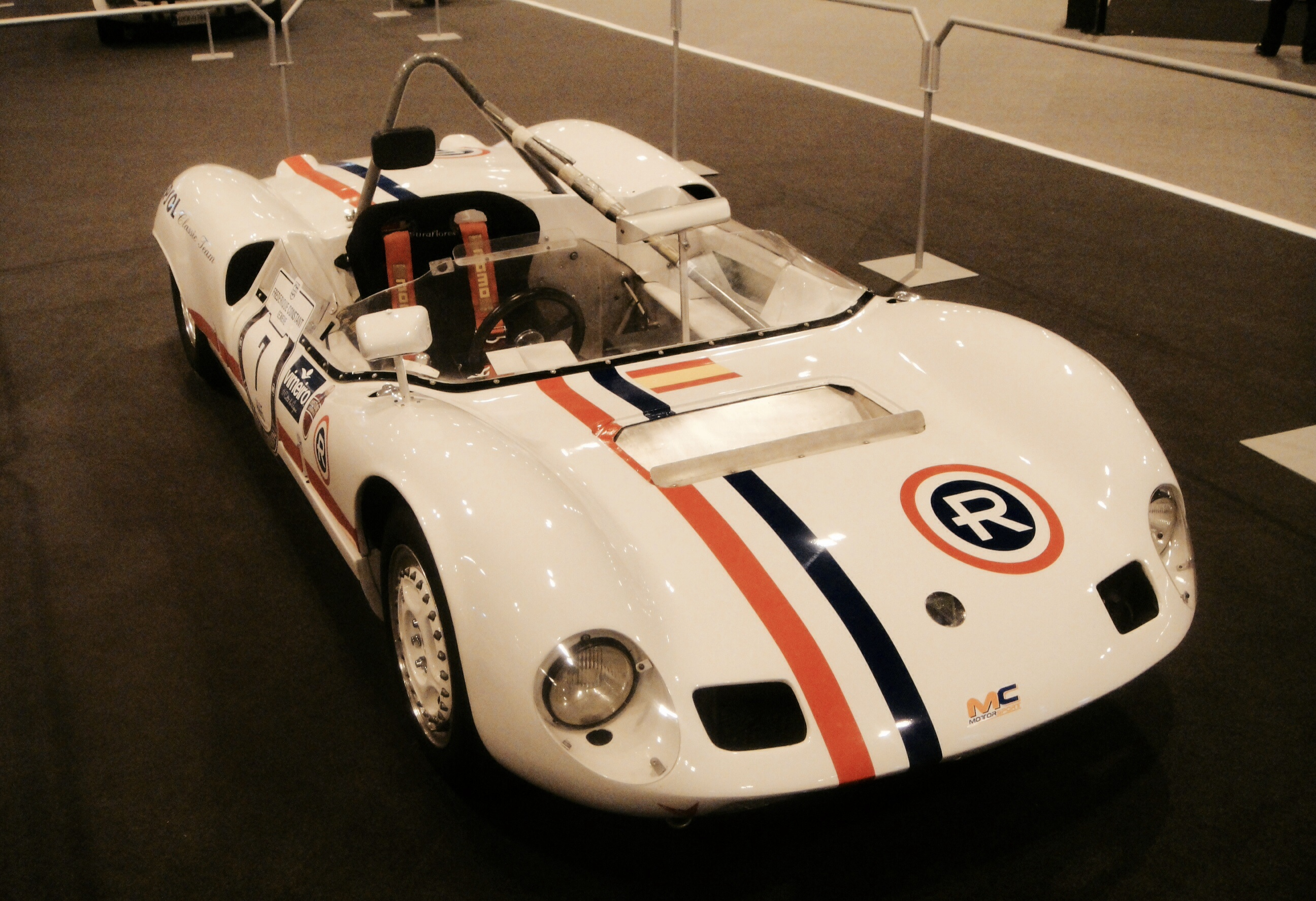
Elva Mk. 7

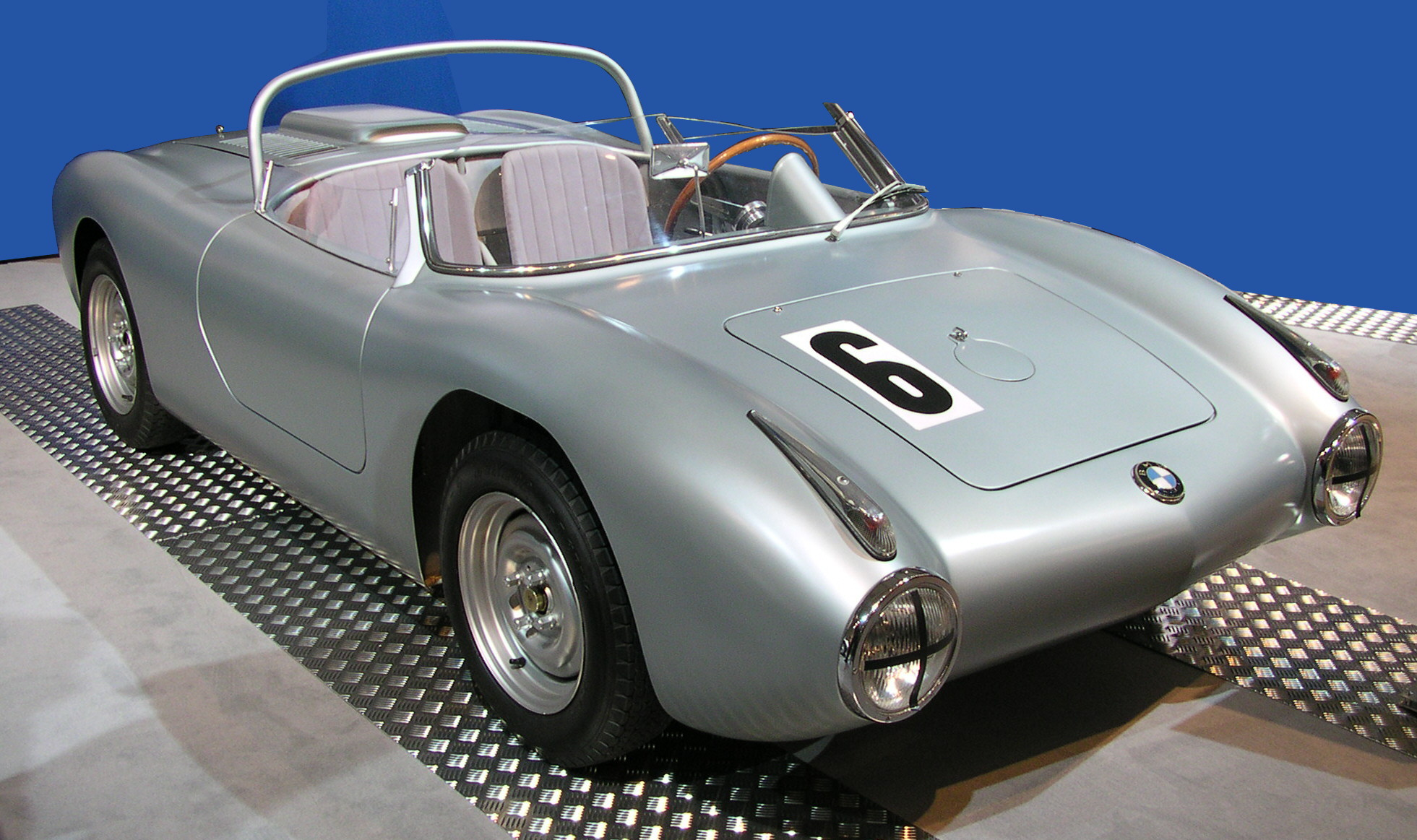
BMW 700 RS

Das Bergrennen Rossfeld, auch Int. Alpen-Bergpreis, Rossfeld, war ein Bergrennen, das am 7. Juni 1964 ausgefahren wurde. Das Rennen war der achte Wertungslauf zur Sportwagen-Weltmeisterschaft dieses Jahres. Außerdem eröffnete die Veranstaltung die Europa-Bergmeisterschaft 1964. 

## Das Rennen
Wie im Jahr davor führte das Rennen über die Roßfeldhöhenringstraße auf das Rossfeld. Die 5,9 Kilometer lange Strecke musste von den Teilnehmern zweimal durchfahren werden. Der Sieg ging an jenen Fahrer, der in der Addition der Zeiten die beste Gesamtzeit erzielte. 
Nach seinem Erfolg 1963 blieb Edgar Barth auch 1964 erfolgreich. Barth fuhr einen von Porsche System Engineering gemeldeten Elva Mk. 7 und hatte im Ziel einen Vorsprung von vier Sekunden auf Herbert Müller, der einen  Porsche 904/8 fuhr. Dritter wurde Joseph Greger in einem weiteren Elva Mk. 7.
Schnellster GT-Fahrer war  Michel Weber, der auf einem Porsche 904 GTS die Klasse für GT-Wagen bis 2 Liter Hubraum gewann und Gesamtsechster wurde. Bei den Tourenwagen gab es einen Erfolg von Heinz Eppelein auf einem BMW 1800 Ti in der 2-Liter-Klasse. Während Weber im Ziel einen Rückstand von knapp 22 Sekunden auf den Sieger Barth hatte, betrug der Rückstand von Eppelein, der als 28. der Gesamtwertung klassiert wurde, bereits mehr als eine Minute.

## Ergebnisse

### Schlussklassement
| 1               | SP 2.0   | 1   | Porsche System Engineering | Edgar Barth            | Elva Mk.7                  | 0:06:31,180 |
| 2               | SP 2.0   | 2   | Scuderia Filipinetti       | Herbert Müller         | Porsche 904/8              | 0:06:35,840 |
| 3               | SP 2.0   | 3   | Joseph Greger              | Joseph Greger          | Elva Mk.7                  | 0:06:41,390 |
| 4               | SP 2.0   | 7   | Karl Foitek                | Karl Foitek            | Lotus 23                   | 0:06:42,690 |
| 5               | SP 2.0   | 8   | Peter Westbury             | Peter Westbury         | Lotus 23                   | 0:06:50,620 |
| 6               | GT 2.0   | 55  | Michel Weber               | Michel Weber           | Porsche 904 GTS            | 0:06:53,240 |
| 7               | GT + 2.0 | 66  | Scuderia Sant Ambroeus     | Edoardo Lualdi         | Ferrari 250 GTO/64         | 0:06:55,150 |
| 8               | GT 2.0   | 56  | Heini Walter               | Heini Walter           | Porsche 904 GTS            | 0:06:55,430 |
| 9               | GT 2.0   | 59  | Paolo Colombo              | Paolo Colombo          | Porsche 904 GTS            | 0:07:01,240 |
| 10              | SP 2.0   | 4   | Anton Fischhaber           | Anton Fischhaber       | Lotus 23                   | 0:07:02,410 |
| 11              | GT 2.0   | 61  | Werner Brockhaus           | Werner Brockhaus       | Porsche 904 GTS            | 0:07:03,320 |
| 12              | GT 2.0   | 62  | Udo Schütz                 | Udo Schütz             | Porsche 904 GTS            | 0:07:04,780 |
| 13              | GT 2.0   | 57  | Basilisk                   | Hans Kühnis            | Abarth-Simca 2000GT        | 0:07:06,060 |
| 14              | GT 2.0   | 64  | Biennoise                  | Hans-Peter Bigler      | Porsche 904 GTS            | 0:07:07,500 |
| 15              | GT 2.0   | 63  | Richard Stoop              | Dickie Stoop           | Porsche 904 GTS            | 0:07:11,600 |
| 16              | GT 2.0   | 58  | Scuderia Filipinetti       | André Knörr            | Porsche 904 GTS            | 0:07:11,660 |
| 17              | GT 1.6   | 41  | Joseph Greger              | Joseph Greger          | Porsche 356B Carrera       | 0:07:13,860 |
| 18              | SP 1.3   | 15  | OASC                       | Walter Schatz          | Lotus 23                   | 0:07:15,910 |
| 19              | GT 1.6   | 42  | Karl Federhofer            | Karl Federhofer        | Porsche 356A Carrera       | 0:07:25,280 |
| 20              | GT 1.3   | 33  | Hans-Dieter Dechent        | Hans-Dieter Dechent    | Abarth-Simca 1300 Bialbero | 0:07:29,400 |
| 21              | GT 1.3   | 32  | Renato Maggiorini          | Renato Maggiorini      | Abarth-Simca 1300 Bialbero | 0:07:30,320 |
| 22              | GT 1.3   | 22  | Fixo-Flex                  | Kurt Geiss             | Abarth-Simca 1300 Bialbero | 0:07:30,440 |
| 23              | GT 1.6   | 44  | Hessen                     | Klaus Seuffert         | Porsche 356B Carrera       | 0:07:31,350 |
| 24              | GT 1.6   | 45  | Reinhold Joest             | Reinhold Joest         | Porsche 356B Carrera       | 0:07:32,340 |
| 25              | GT 1.6   | 49  | Herbert Wrobel             | Herbert Wrobel         | Alfa Romeo Giulia          | 0:07:33,840 |
| 26              | SP 1.3   | 16  | Alex von Falkenhausen      | Alex von Falkenhausen  | BMW 700RS                  | 0:07:42,830 |
| 27              | GT + 2.0 | 62  | Malte Huth                 | Malte Huth             | Jaguar E-Type              | 0:07:44,730 |
| 28              | T 2.0    | 131 | Heinz Eppelein             | Heinz Eppelein         | BMW 1800 Ti                | 0:07:45,540 |
| 29              | T 2.0    | 132 | Josef Schnitzer            | Josef Schnitzer        | BMW 1800 Ti                | 0:07:48,480 |
| 30              | T 2.0    | 138 | Ernst Furtmayr             | Ernst Furtmayr         | Alfa Romeo Giulia TI       | 0:07:50,020 |
| 31              | SP 2.0   | 10  | Adolf Kern                 | Adolf Kern             | Albert                     | 0:07:50,750 |
| 32              | GT 1.6   | 46  | Friedrich Schorwath        | Friedrich Schorwath    | Porsche 356B Carrera       | 0:07:51,070 |
| 33              | SP 2.0   | 5   | Biennoise                  | Sidney Charpilloz      | Elva Mk.7S                 | 0:07:56,410 |
| 34              | GT 1.3   | 31  | Gerhard Bodmer             | Gerhard Bodmer         | Glas 1300GT                | 0:07:56,990 |
| 35              | T + 2.0  | 31  | Peter Therstappen          | Peter Therstappen      | Alfa Romeo 2600            | 0:08:00,420 |
| 36              | T 1.3    | 126 | Alfred Krohe               | Alfred Krohe           | Morris Mini Cooper S       | 0:08:02,940 |
| 37              | GT + 2.0 | 70  | Frans-Klaus Schmitz        | Frans-Klaus Schmitz    | Jaguar E-Type              | 0:08:03,850 |
| 38              | GT 1.6   | 51  | Hans Lazarus               | Hans Lazarus           | Porsche 356 Super 90       | 0:08:06,550 |
| 39              | T + 2.0  | 142 | Peter Hamann               | Peter Hamann           | Mercedes-Benz 300 SE       | 0:08:08,580 |
| 40              | T 1.3    | 121 | Gerhard Bodmer             | Gerhard Bodmer         | Glas 1204TS                | 0:08:08,950 |
| 41              | T 2.0    | 129 | Alfred Katz                | Alfred Katz            | Ford Cortina Lotus         | 0:08:11,690 |
| 42              | T 2.0    | 133 | Hans Walleczek             | Hans Walleczek         | Volvo 122S                 | 0:08:12,050 |
| 43              | GT 700   | 21  | Werner Dinkel              | Werner Dinkel          | BMW 700S                   | 0:08:14,150 |
| 44              | T 1.0    | 111 | Michael Endress            | Michael Endress        | DKW F 12                   | 0:08:17,980 |
| 45              | T 700    | 104 | Heinz Liedl                | Heinz Liedl            | Steyr-Puch 650TR           | 0:08:18,680 |
| 46              | GT 700   | 26  | Steyr-Puch                 | Johannes Ortner        | Steyr-Puch 650TR           | 0:08:18,900 |
| 47              | GT 1.6   | 52  | Hans Müller-Perschl        | Hans Müller-Perschl    | Porsche 356 Super 90       | 0:08:19,000 |
| 48              | T 1.0    | 118 | Johann Abt                 | Johann Abt             | DKW Junior                 | 0:08:21,280 |
| 49              | T + 2.0  | 149 | Carl Kramer                | Carl Kramer            | Fiat 2300S                 | 0:08:29,170 |
| 50              | T 700    | 101 | Jürgen Grähser             | Jürgen Grähser         | BMW 700S                   | 0:08:29,690 |
| 51              | T + 2.0  | 141 | Helmut Kaiser              | Helmut Kaiser          | Oldsmobile Starfire        | 0:08:41,900 |
| 52              | GT + 2.0 | 72  | Gerhard Vorndran           | Gerhard Vorndran       | Triumph TR4                | 0:08:49,690 |
| 53              | T 700    | 105 | Günther Lehmann            | Günther Lehmann        | BMW 700S                   | 0:08:50,680 |
| 54              | T 1.0    | 114 | Hans Stock                 | Hans Stock             | DKW F12                    | 0:08:53,560 |
| 55              | T 1.0    | 113 | Anton Linner               | Anton Linner           | Auto Union 1000            | 0:08:56,230 |
| 56              | T 600    | 91  | Gerhard Wiedemann          | Siegfried Spiess       | NSU Prinz                  | 0:09:02,400 |
| 57              | T 1.0    | 112 | Kurt Geiss                 | Kurt Geiss             | Fiat-Abarth 1000 Berlina   | 0:09:05,530 |
| 58              | T + 2.0  | 147 | Willi Nessling             | Willi Nessling         | Mercedes-Benz 220 SE       | 0:09:07,850 |
| 59              | T 1.3    | 125 | Hanns Krauss               | Hanns Krauss           | Glas 1204TS                | 0:09:05,260 |
| 60              | GT 700   | 23  | Josef Stelzer              | Josef Stelzer          | BMW 700S                   | 0:09:08,600 |
| 61              | T 600    | 96  | Hannes Haering             | Hannes Haering         | Steyr-Puch 500D            | 0:09:13,100 |
| 62              | T 700    | 106 | Günther Volle              | Günther Volle          | BMW 700CS                  | 0:09:13,650 |
| 63              | GT 700   | 22  | Rudolf Baum                | Rudolf Baum            | BMW 700S                   | 0:09:20,030 |
| 64              | T 700    | 108 | Franz Zagler               | Franz Zagler           | BMW 700CS                  | 0:09:21,890 |
| 65              | T 600    | 98  | Franz Eichhammer           | Franz Eichhammer       | Steyr-Puch 500D            | 0:09:23,950 |
| 66              | T 1.0    | 117 | Willi Keufen               | Willi Keufen           | DKW F12                    | 0:09:27,160 |
| 67              | T 2.0    | 135 | Hermann Clouth             | Hermann Clouth         | Ford Taunus 17MTS          | 0:09:27,200 |
| 68              | T 2.0    | 140 | Walter Dortmund            | Walter Dortmund        | Alfa Romeo Giulia          | 0:09:30,460 |
| 69              | GT 700   | 24  | Bert Stanner               | Bert Stanner           | BMW 700S                   | 0:09:51,840 |
| 70              | T 600    | 93  | Manfred Spiess             | Manfred Spiess         | NSU Sport Prinz            | 0:09:54,680 |
| 71              | T 1.0    | 116 | Waldemar Warmbold          | Waldemar Warmbold      | DKW F12                    | 0:10:07,630 |
| 72              | T 600    | 92  | Gerhard Wiedemann          | Gerhard Wiedemann      | NSU Sport Prinz            | 0:10:09,670 |
| 73              | T 600    | 97  | Ferdl Hendlmeier           | Ferdl Hendlmeier       | Steyr-Puch 500D            | 0:12:14,230 |
| Ausgefallen     |          |     |                            |                        |                            |             |
| 74              | SP 1.3   | 17  | Werner Dinkel              | Stefan Mannl           | SWM BMW 700                |             |
| 75              | GT 1.3   | 35  | John Levanger              | John Levanger          | Lotus Eleven               |             |
| 76              | GT 1.3   | 38  | Isar Racing                | Max Gruber             | Glas S1004                 |             |
| 77              | GT 1.3   | 39  | Andreas Schmalbach         | Andreas Schmalbach     | Abarth-Simca 1300 Bialbero |             |
| 78              | GT 1.6   | 50  | Sportwagen Spezial Service | Wolfgang Harder        | Porsche 356 Super 90       |             |
| 79              | GT 1.6   | 53  | Gerhard von Hacke          | Gerhard von Hacke      | Porsche 356 Super 90       |             |
| 80              | GT + 2.0 | 68  | Ernst Krasovic             | Ernst Krasovic         | Chevrolet Corvette         |             |
| 81              | T 600    | 95  | Josef Schossleitner        | Josef Schossleitner    | Steyr-Puch 500D            |             |
| 82              | T 1.3    | 122 | Isar Racing                | Manfred Behnke         | Austin Mini-Cooper S       |             |
| 83              | T 1.3    | 123 | Voelkel                    | Gianfranco Padoan      | Austin Mini-Cooper S       |             |
| 84              | T + 2.0  | 144 | Ulrich Therstappen         | Ulrich Therstappen     | BMW 502                    |             |
| Nicht gestartet |          |     |                            |                        |                            |             |
| 85              | SP 2.0   | 6   | Harry Zweifel              | Harry Zweifel          | Lotus 23                   | 1           |
| 86              | GT 700   | 25  | Karl Hurler                | Karl Hurler            | BMW 700S                   | 2           |
| 87              | GT + 2.0 | 67  | James Graser               | James Graser           | Chevrolet Corvette         | 3           |
| 88              | GT + 2.0 | 71  | Ludwig Fischer             | Ludwig Fischer         | Mercedes-Benz 230 SL       | 4           |
| 89              | T 700    | 107 | Getrund Wuetschner         | Getrund Wuetschner     | BMW 700S                   | 5           |
| 90              | T 1.0    | 115 | Karl Wendlinger senior     | Karl Wendlinger senior | Fiat-Abarth 1000 Berlina   | 6           |

1 nicht gestartet
2 nicht gestartet
3 nicht gestartet
4 nicht gestartet
5 nicht gestartet
6 nicht gestartet

### Nur in der Meldeliste
Hier finden sich Teams, Fahrer und Fahrzeuge, die ursprünglich für das Rennen gemeldet waren, aber aus den unterschiedlichsten Gründen daran nicht teilnahmen.
| Pos. | Klasse  | Nr. | Team                | Fahrer              | Chassis              |
| ---- | ------- | --- | ------------------- | ------------------- | -------------------- |
| 91   | GT 2.0  |     | Siegfried Günther   | Siegfried Günther   | Porsche 904 GTS      |
| 92   | SP 2.0  | 9   | Arthur Owen         | Arthur Owen         | Brabham Sport        |
| 93   | SP 2.0  | 11  | Kurt Rost           | Kurt Rost           | Lotus 23             |
| 94   | SP 1.3  | 18  | Richard Lichtenberg | Richard Lichtenberg | BMW 700 Speziale     |
| 95   | GT 1.6  | 43  | Innsbruck Racing    | Klaus Sterzinger    | Porsche 356 Carrera  |
| 96   | GT 1.6  | 48  | Karl Foitek         | Werner Rüfenacht    | Lotus Elan           |
| 97   | T 700   | 103 | Sepp Liebl          | Sepp Liebl          | Steyr-Puch 650       |
| 98   | T 1.0   | 112 | Fixo-Flex           | Gerhard Schüler     | Fiat-Abarth 850TC    |
| 99   | T 1.3   | 124 | Christoph Herrling  | Christoph Herrling  | Glas 1204TS          |
| 100  | T 2.0   | 134 | Dretmar Floth       | Dretmar Floth       | Volvo 122S           |
| 101  | T + 2.0 | 145 | Uto Schwarzmann     | Uto Schwarzmann     | Jaguar 3.8 Mk2       |
| 102  | T + 2.0 | 148 | Hans Braun          | Hans Braun          | Mercedes-Benz 220 SE |

### Klassensieger
| Klasse   | Fahrer              | Fahrzeug                   | Platzierung im Gesamtklassement |
| -------- | ------------------- | -------------------------- | ------------------------------- |
| SP 2.0   | Edgar Barth         | Elva Mk.7                  | Gesamtsieg                      |
| SP 1.3   | Walter Schatz       | Lotus 23                   | Rang 18                         |
| GT + 2.0 | Edoardo Lualdi      | Ferrari 250 GTO/64         | Rang 7                          |
| GT 2.0   | Michel Weber        | Porsche 904 GTS            | Rang 6                          |
| GT 1.6   | Joseph Greger       | Porsche 356B Carrera       | Rang 17                         |
| GT 1.3   | Hans-Dieter Dechent | Abarth-Simca 1300 Bialbero | Rang 20                         |
| GT 700   | Werner Dinkel       | BMW 700S                   | Rang 43                         |
| T + 2.0  | Peter Therstappen   | Alfa Romeo 2600            | Rang 35                         |
| T 2.0    | Heinz Eppelein      | BMW 1800 Ti                | Rang 28                         |
| T 1.3    | Alfred Krohe        | Morris Mini Cooper S       | Rang 36                         |
| T 1.0    | Michael Endress     | DKW F12                    | Rang 44                         |
| T 700    | Heinz Liedl         | Steyr-Puch 650TR           | Rang 45                         |
| T 600    | Siegfried Spiess    | NSU Prinz                  | Rang 56                         |

### Renndaten
- Gemeldet: 102
- Gestartet: 84
- Gewertet: 73
- Rennklassen: 13
- Zuschauer: unbekannt
- Wetter am Renntag: trocken und heiß
- Streckenlänge: 5,900 km
- Fahrzeit des Siegerteams: 0:06:31,180  Stunden
- Gesamtrunden des Siegerteams: 2
- Gesamtdistanz des Siegerteams: 11,800 km
- Siegerschnitt: 108,540 km/h
- Pole Position: keine
- Schnellste Rennrunde: unbekannt
- Rennserie: 8. Lauf zum Sportwagen-Weltmeisterschaft 1964
- Rennserie: 1. Lauf zum Europa-Bergmeisterschaft 1964